# Sint-Anna (Antwerpen)
Sint-Anna (soms vermeld als Sint-Annadorp of Sint-Anneke) was een gehucht gelegen op Linkeroever, dat uitkeek op Antwerpen. Eerst behoorde het bij de gemeente Zwijndrecht in de provincie Oost-Vlaanderen. Maar in 1923 werd het, samen met Zwijndrecht en Burcht, overgedragen aan de provincie Antwerpen. Hierna werd het stilaan afgebroken voor de nieuwe verstedelijking en door de zandopspuiting van Linkeroever.

## Geschiedenis

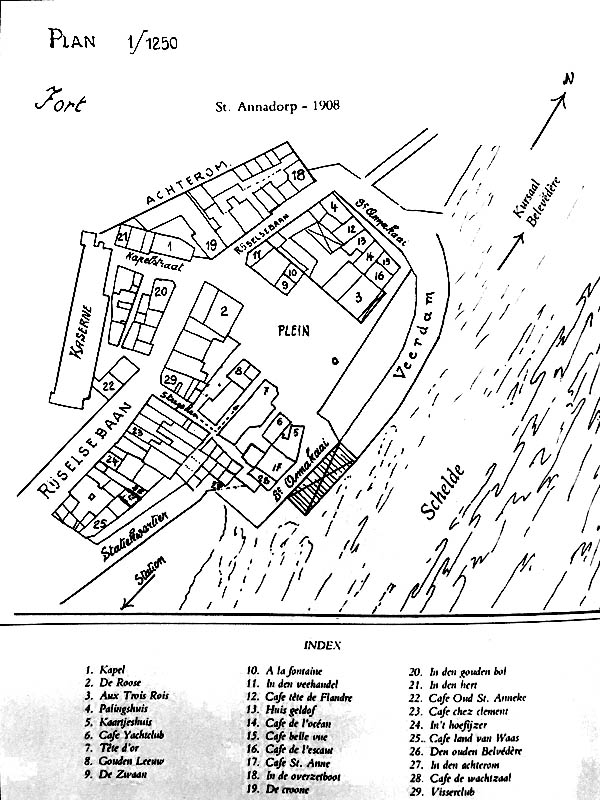
Detailplan van het centrum van het Sint-Annadorp in 1908 met onderaan een index.

De eerste vermelding van Sint-Anna was in de twaalfde eeuw; een kapel. Aan wie het toegewijd was, is niet zeker, maar in 1330 werd de kapel gewijd als bedevaartsoord aan de heilige Sint-Anna. De Sint-Annakapel was geboren. Het dorp dat hier rond ontwikkelde kreeg de passende naam, Sint-Anna.
Door de strategische ligging tussen het graafschap Vlaanderen en het Hertogdom Brabant was Sint-Anna en haar omgeving vaak het toneel van slagvelden. Daardoor werden hier talloze forten, schansen en sluizen gebouwd. 
In 1450 zou de kapel vernield zijn. In 1480 werd de kapel herbouwd op dezelfde plaats, die tijdens het beleg van Antwerpen (1584-1585) opnieuw werd verwoest, om in 1613 terug te worden herbouwd. 
Tijdens de Franse Revolutie (1797) werd de kapel en de verering van Sint-Anna stopgezet. Deze werd kort daarop geplunderd en diende daarna als opslagplaats. Na de Franse Revolutie kocht een apotheker de gronden. In 1829 kocht de toenmalige jonkheer van Zwijndrecht, Jacobus Meyers, de gronden en schonk ze terug aan de kerk. In 1893 werd het verheven tot een zelfstandige parochie behorend tot het Bisdom Gent. 
Door de bevolkingsgroei in Sint-Anna werd de kapel te klein. Een tijdelijke kerk werd opgericht in 1894 met 100 zitplaatsen. De Heilige Anna en Joachim kerk. Maar dit bleek te klein te zijn na vijf jaar.
In 1903-1905 werd er beslist om een nieuwe kerk te bouwen naast de tijdelijke kerk. Het was een driebeukige kruisbasiliek in neogotische stijl, ontworpen door Frans Stuyck en gewijd aan Sint-Anna en Sint-Joachim.
Eind 19e eeuw was Sint-Anna een uitgangsoord voor feestvierders en dagjestoeristen. De helft van de huizen waren herbergen of eetgelegenheden. Vooral de mosselhuizen waren in trek bij de Antwerpse bezoekers. In Sint-Anna woonden grotendeels veel arme vissers. 
Centraal stond het Sint-Annaplein dat toegang gaf tot de veerdam. Daar legde de veerboten aan om karren en passagiers over te steken van en naar Het Steen in Antwerpen. Zuidelijk van het veerdam was er de Sint-Annakaai waar de mosselboten aanlegden. Met paard en kar werd er over een schans gereden tot naast de boten, om de lading over te laden.
Na de Eerste Wereldoorlog zocht Antwerpen in alle richtingen om haar grondgebied uit te breiden. Dorpen ten oosten van Antwerpen waren al aangekocht, zoals het Kiel en Middelheim. Nu wierp ze haar ogen naar het westen over de Schelde, naar Sint-Anna. In 1921 werden er debatten gehouden en in 1923 werd erover gestemd. Eén maand hierna was de overdracht finaal. Linkeroever was nu deel van Antwerpen.
In 1929 werd de Intercommunale Maatschappij van de Linker-Scheldeoever (Imalso) opgericht. Zij hadden het doel om Linkeroever tot een nieuwe stad uit te bouwen. Ze begonnen met baggerspecie van de Schelde op Linkeroever te spuiten en het hele gebied systematisch te verhogen. Hierna begon de afbraak van Sint-Anna. Heel het dorp lag namelijk in een put door de opspuitingen en moest plek maken voor de nieuwe ingang van de voetgangerstunnel en zijn nieuwe omgeving.

## Militair bolwerk
De Borgerweertpolder was vaak het toneel van oorlogen en belegeringen. Hierdoor werden er op Linkeroever meerdere forten en schansen opgericht. 

### Spaanse periode(1556-1715)[9]
Naar aanleiding tot de belegering van Antwerpen door Alexander Farnese, hertog van Parma, tijdens de Tachtigjarige Oorlog, werden er forten en schansen opgericht om de handel met de zee via de Schelde te beschermen en hierdoor ook de bevoorrading van Antwerpen tijdens een belegering te verzekeren. Eerst werden er enkel forten op de rechteroever gebouwd. Maar toen het Spaans leger naderde werden er ook op Linkeroever versterkingen gebouwd. 
Om het veer tussen Antwerpen en Linkeroever te beschermen werd Sint-Anna uitgebouwd tot een fort, Fort het Veer. Die later hernoemd wordt naar Fort Vlaams Hoofd. 
Tijdens de belegering van Antwerpen richtte Alexander Farnese Fort Burcht I op. De exacte ligging van dit is onbekend. Maar mogelijks bevindt het zich rond de plaats van de 19de-eeuwse Fort Burcht. 

### Oostenrijkse periode(1715-1795)[9]
Onder de Oostenrijkers werden de bestaande verdedigingswerken van Linkeroever verkocht of ontmanteld. Waaronder: Enkele schansen tegen de Schelde, het Laar Fort en het Fort Isabelle. het Fort Vlaams hoofd en Fort Pijp Tabak/Blokkersfort, waren intact gebleven.

### Franse periode(1795-1814)[9]
De Fransen wilden Antwerpen heropbouwen tot een nieuwe handelsstad na de sluiting van de Schelde in 1684. Om deze nieuwe investering te beschermen werden er over heel Antwerpen nieuwe forten en verdedigingswerken gebouwd; er werd beslist om twee lunetten bij te bouwen: Lunet F (de La Coste), Lunet H (de St. Hilaire), en om het fort Vlaams hoofd te verbeteren.
Ten westen van het fort het Vlaams hoofd werd er in opdracht van Napoleon een vestinggracht gegraven, die binnen dit een nieuwe stad wilde uitbouwen. Hoewel de vestiging wel gebouwd werd, werd de stad nooit verwezijnlijkt door de nederlaag bij Waterloo.

### Nederlandse periode(1815-1830)[9]
Na de overname van de Nederlanders werden er binnen de gracht vestingwerken gebouwd: het fort van Zwijndrecht en de schans van Kalloo. De lunetten F en H werden hernoemd naar Fort Burcht (La Coste) en Fort Austruweel (St. Hilaire).
Ten westen van Sint-Anna werd het stervormige fort Vlaams hoofd uitgebouwd. Terwijl er hier gebouwd werd, werden de bestaande vesting grachten van Napoleon verwaarloosd. 

### Onafhankelijk België(1830- )
Het Fort Vlaams Hoofd was al jaren in slechte staat en diende enkel als kazerne voor reservebatterijen voor de kustartillerie. Vanaf 1888 diende het enkel als kazerne. Nu huisde er een regiment wiens taak het was om semipermanente bruggen over de Schelde op- en af te breken en te onderhouden. Tijdens de Eerste Wereldoorlog viel er een bom op het fort.
Na de overname van Antwerpen in 1923 werden grootse plannen uitgevoerd: Alle militaire bolwerken werden samen met het dorp Sint-Anna afgebroken, een voetgangerstunnel werd gebouwd, de hele polder werd met zand ondergespoten en de regio werd geürbaniseerd. Het Fort Vlaams Hoofd hield nog vol tot het fort in 1930 ook werd afgebroken. Twee jaar later werden de grachten gevuld.